# Čečavac
Čečavac je naselje u Republici Hrvatskoj u Požeško-slavonskoj županiji, u sastavu općine Brestovac.

## Zemljopis
Čečavac je smješten oko 12 km zapadno od Brestovca, na obrnocima planine Psunja zapadno od ceste Požega - Pakrac, susjedna sela su Šnjegavić na zapadu, Jeminovac na jugu i Koprivna na istoku.

## Stanovništvo
Prema popisa stanovništva iz 2011. godine Čečavac je imao 3 stanovnika.
| broj stanovnika | 141   | 155   | 141   | 151   | 192   | 223   | 215   | 218   | 142   | 143   | 120   | 83    | 62    | 49    | 5     | 3     | 2     |
|                 | 1857. | 1869. | 1880. | 1890. | 1900. | 1910. | 1921. | 1931. | 1948. | 1953. | 1961. | 1971. | 1981. | 1991. | 2001. | 2011. | 2021. |